# Richard Band
Pour les articles homonymes, voir Band.
Richard Band (né le 28 décembre 1953 à Los Angeles, en Californie, États-Unis)  est un compositeur et producteur de cinéma américain.

## Biographie
Le grand-père de Richard Band, Max Band était un artiste peintre et son père Albert Band, producteur de films fantastiques. Il est le frère du réalisateur et producteur de films d'horreur Charles Band et l'oncle du compositeur-chanteur Alex Band.

## Filmographie partielle

### Comme compositeur

#### Cinéma
- 1978 : Auditions
- 1978 : Laserblast de Michael Rae
- 1980 : Dr. Heckyl and Mr. Hype
- 1980 : Le Jour de la fin des temps (The Day Time Ended) de John 'Bud' Cardos
- 1981 : The Best of Sex and Violence
- 1981 : Lunch Wagon
- 1982 : Parasite
- 1982 : Le Promeneur de l'éternité de Tom Kennedy (en)
- 1983 : The House on Sorority Row de Mark Rosman
- 1983 : Metalstorm: The Destruction of Jared-Syn
- 1984 : La Nuit des mutants (Night Shadows)
- 1985 : The Dungeonmaster
- 1985 : Ghoulies de Luca Bercovici (en)
- 1985 : Re-Animator de Stuart Gordon
- 1986 : Ninja, the Violent Sorceror
- 1986 : Troll de John Carl Buechler
- 1986 : Eliminators
- 1986 : TerrorVision de Ted Nicolaou (en)
- 1986 : Le Guerrier fantôme (Ghost Warrior) de J. Larry Carroll
- 1986 : L'Alchimiste (The Alchemist)
- 1986 : Zone Troopers
- 1986 : Aux portes de l'au-delà (From Beyond) de Stuart Gordon
- 1987 : The Caller
- 1988 : Prison de Renny Harlin
- 1989 : Arena (en) de Peter Manoogian
- 1989 : Puppet Master de David Schmoeller
- 1990 : The Arrival
- 1990 : Shadowzone
- 1990 : Re-Animator 2 (Bride of Re-Animator) de Brian Yuzna
- 1990 : Douce nuit, sanglante nuit 4 : L'Initiation (Initiation: Silent Night, Deadly Night 4) de Brian Yuzna
- 1991 : Puppet Master II de David William Allen (en)
- 1991 : Puppet Master III : La Revanche de Toulon (Puppet Master III: Toulon's Revenge) de David DeCoteau
- 1992 : Doctor Mordrid
- 1992 : Jouets démoniaques (Demonic Toys)
- 1992 : The Resurrected
- 1993 : Prehysteria!
- 1993 : Puppet Master 4 de Jeff Burr
- 1994 : Dragonworld
- 1994 : Shrunken Heads
- 1994 : Puppet Master 5: The Final Chapter de Jeff Burr
- 1995 : Castle Freak
- 1995 : Magic Island de Sam Irvin
- 1996 : Robo Warriors
- 1996 : Le Cerveau de la famille (Head of the Family) de Charles Band
- 1996 : Zarkorr! The Invader
- 1997 : Hideous!  de Charles Band
- 2003 : The Silvergleam Whistle

#### Télévision
- 1983 : Filmgore (vidéo)
- 1990 : Synthoïd 2030 (en) (Crash and Burn) (vidéo)
- 1990 : The Pit and the Pendulum (vidéo)
- 1992 : Trancers III (vidéo)
- 1993 : Walker, Texas Ranger (série télévisée)
- 1993 : Remote (vidéo)
- 1993 : Dollman vs. Demonic Toys (vidéo)
- 1995 : Josh Kirby... Time Warrior: Chapter 5, Journey to the Magic Cavern (vidéo)
- 1995 : Josh Kirby... Time Warrior: Chapter 1, Planet of the Dino-Knights (vidéo)
- 1997 : Stargate SG-1 (série télévisée)
- 1998 : Chienne de vie ! (In the Doghouse) (TV)
- 2001 : My Horrible Year! (TV)

### Comme producteur
- 1977 : Destruction planète Terre (End of the World)